# Ichneumon daphne
Ichneumon daphne är en stekelart som beskrevs av Bauer 1985. Ichneumon daphne ingår i släktet Ichneumon och familjen brokparasitsteklar. Inga underarter finns listade i Catalogue of Life.